# Dicranolepis
Dicranolepis es un género botánico  de plantas  pertenecientes a la familia Thymelaeaceae.

## Especies seleccionadas
- Dicranolepis adiantoides
- Dicranolepis angolensis
- Dicranolepis baertsiana